# Сержан Дмитро Іванович
Дмитро Іванович Сержан (1974—2022) — капітан Збройних Сил України, учасник російсько-української війни, інженер-будівельник, викладач, науковець, який героїчно загинув у ході російського вторгнення в Україну у 2022 році.

## Життєпис
Народився 12 лютого 1974 року.
Вищу освіту здобув в Київському національному університеті будівництва і архітектури.
Працював в АТ "Київпроект" інженером-будівельником. Працював інженером на будівельних об'єктах в Україні, Австрії та Франції, де очолював команди будівельників.
Брав активну участь в Помаранчевій революції та Революції Гідності.
З 2014 року в складі 79 окремої десантно-штурмової бригади брав участь у російсько-українській війні. Учасник оборони Донецького аеропорту та боїв за Дебальцеве.
Після початку повномасштабного вторгнення рф в Україну очолив 5 роту у складі 2 батальйону 46 окремої десантно-штурмової бригади. Брав участь в обороні Київщини, а саме боях за Макарів.
Був одружений.
Героїчно загинув 22 липня 2022 року в боях з російськими окупантами в ході відбиття російського вторгнення в Україну в селі Білогірка Бериславського району Херсонської області.

## Нагороди
- орден «Богдана Хмельницького» II ступеня (25.10.2022, посмертно) — за особисту мужність і самовіддані дії, виявлені у захисті державного суверенітету та територіальної цілісності України, вірність військовій присязі[3].
- орден «Богдана Хмельницького» III ступеня (26.03.2022) — за особисту мужність і самовіддані дії, виявлені у захисті державного суверенітету та територіальної цілісності України, вірність військовій присязі[4].
- нагрудний знак «За оборону Донецького аеропорту».
- Відзнака Президента України «За участь в антитерористичній операції».
- нагрудний знак «Учасник АТО».

## Вшанування пам'яті

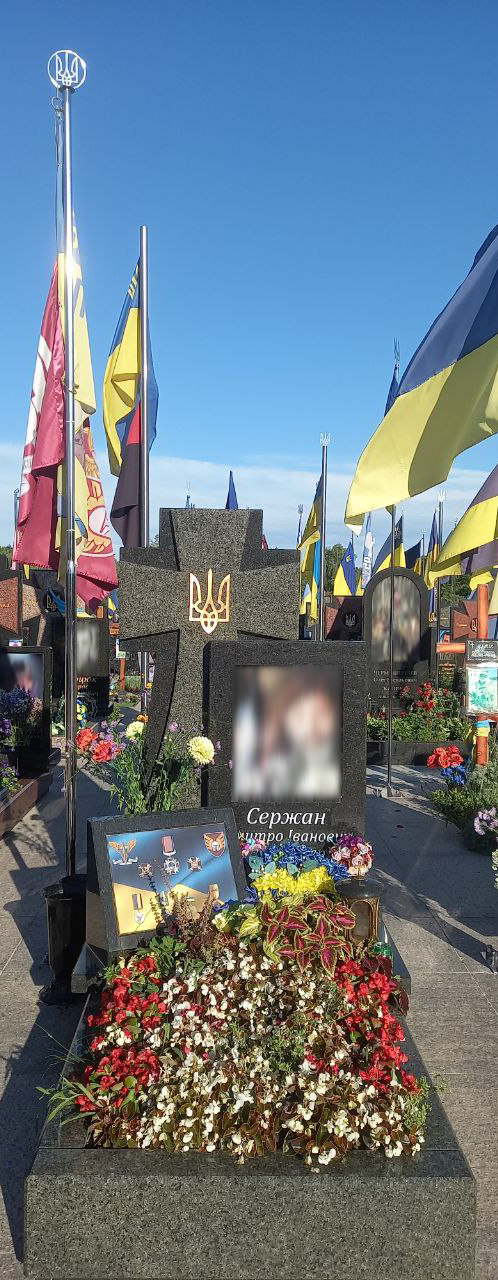
Могила капітана Дмитра Сержана

Похований на  Лісовому кладовищі м.Києва (79 сектор, 33 ряд, 10 ділянка).і
30 серпня 2024 року на Стіні пам'яті загиблих за Україну було розміщено меморіальну табличку з фото Дмитра Сержана та інформацією про його життєвий шлях.

## Дивитись також
- Південний театр воєнних дій російсько-української війни;
- Херсонський контрнаступ (2022).